# 斯图尔特·廷尼
斯图尔特·廷尼（英語：Stuart Tinney，1964年12月7日—），澳大利亚男子马术运动员。他曾代表澳大利亚参加2000年、2004年和2016年夏季奥林匹克运动会马术比赛，获得一枚金牌和一枚铜牌。